# 마다리푸르구

방글라데시 마다리푸르구

마다리푸르구(벵골어: মাদারীপুর জেলা)는 방글라데시 중부에 위치한 구로, 다카주의 행정 구역이다.

## 역사
마다리푸르는 1854년에 바케르간지구 아래에 설립되었다. 1873년에 바케르간지구에서 분리되어 파리드푸르구에 편입되었다. 1984년에 마다리푸르는 행정 구역으로 바뀌었다. 마다리푸르구는 수피의 성인 사이드 바디딘 아흐메드 진다 샤 마다르 (1434년 경)의 이름을 따서 지어졌다.

## 행정 구역
마다리푸르구는 3개의 의회 의석, 4개의 우파질라, 5개의 경찰서, 4개의 지방 자치체, 59개의 유니언 교구, 1062개의 마을, 479개의 무자가 있다.

## 인구
| 연도     | 인구      | ±% p.a. |
| -------- | --------- | ------- |
| 1974     | 807,404   | —       |
| 1981     | 943,126   | +2.24%  |
| 1991     | 1,069,176 | +1.26%  |
| 2001     | 1,146,349 | +0.70%  |
| 2011     | 1,165,952 | +0.17%  |
| 2022     | 1,293,027 | +0.94%  |
| Sources: |           |         |

2011년 방글라데시 인구 조사에 따르면 마다리푸르구의 인구는 1,165,952명이며, 이 중 574,582명은 남성이고 591,370명은 여성이다. 농촌 인구는 1008,142명(86.47%)인 반면 도시 인구는 157,810명(13.53%)이었다. 마다리푸르구는 7세 이상 인구의 문맹률이 47.97%로 남성은 50.11%, 여성은 45.93%였다.

## 같이 보기
- 다카주
- 방글라데시의 구